# Conus conspersus
Espèce
Conus conspersus est une espèce de mollusques gastéropodes marins de la famille des Conidae.
Comme toutes les espèces du genre Conus, ces escargots sont prédateurs et venimeux. Ils sont capables de « piquer » les humains et doivent donc être manipulés avec précaution, voire pas du tout.

## Description
Au cours du 20e. siècle, l'holotype a été égaré et considéré comme perdu, mais il a maintenant (2022) été redécouvert et confirmé et est à nouveau disponible pour la science.
La taille de la coquille varie entre 24 mm et 56 mm.

## Distribution
Cette espèce marine est présente au large des Philippines et de l'Australie.

## Taxonomie

### Publication originale
L'espèce Conus conspersus a été décrite pour la première fois en 1844 par l'éditeur et naturaliste britannique Lovell Augustus Reeve (1814-1865) dans la publication intitulée « Conchologia Iconica, or, illustrations of the shells of molluscous animals »,.

### Synonymes
- Asprella conspersa (Reeve, 1844) · non accepté
- Conus (Phasmoconus) conspersus Reeve, 1844 · appellation alternative
- Graphiconus conspersus (Reeve, 1844) · non accepté

## Identifiants taxonomiques
Chaque taxon catalogué par les bases de données biologiques et taxonomiques possède un identifiant qui permet d'établir un point de référence. Les identifiants de Conus conspersus dans les principales bases sont les suivants :
AFD : Conus_(Phasmoconus)_conspersus - CoL : XX7V - GBIF : 5795760 - IRMNG : 10532710 - WoRMS : 426463 - ZOBODAT : 120352